# موسيقى صينية
الموسيقى الصينية تعود إلى فجر الحضارة الصينية مع وجود الوثائق والأعمال الفنية التي تقدم أدلة على وجود الثقافة الموسيقية المتطورة في وقت مبكر من عهد اسرة تشو (1122 قبل الميلاد—256 قبل الميلاد). اليوم، لا تزال الموسيقى التقليدية تراثا غنيا من جهة، في حين تخرج وتعاد صياغتها في شكل أكثر عصرية في الوقت نفسه.

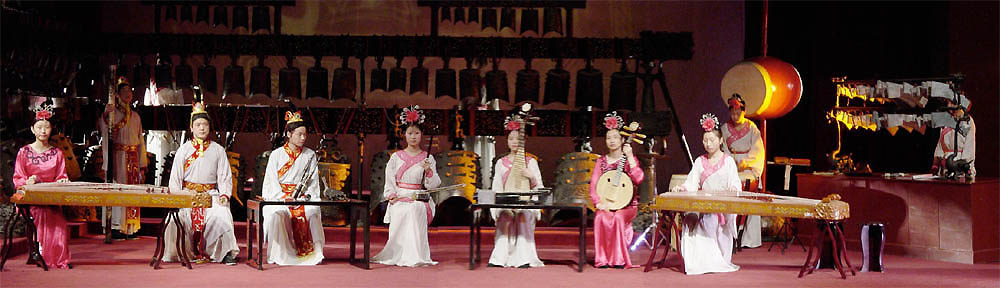
إعادة تمثيل لأداء الموسيقى التقليدية في متحف مقاطعة هوبى في مدينة ووهان.

## الأسطورة
المؤسس الأسطوري للموسيقى في الأساطير الصينية هو لينغ لون، الذي جعل أنابيب الخيزران يمكن ضبطها لتقلد وتعزف أصوات الطيور.

## رقصة التنين
رقصة التنين الشهيرة مع الموسيقى هي أيضاً تقليد متوارث. حيث يتم مشاهدتها في مراسيم السنة الصينية الجديدة في جميع أنحاء العالم من قبل الملايين. ومن غير المعروف متى بدأ هذا التقليد، لكنه يعتقد انه منذ آلاف السنين، كترفيه للأباطرة السابقين، العائلة المالكة والنبلاء.

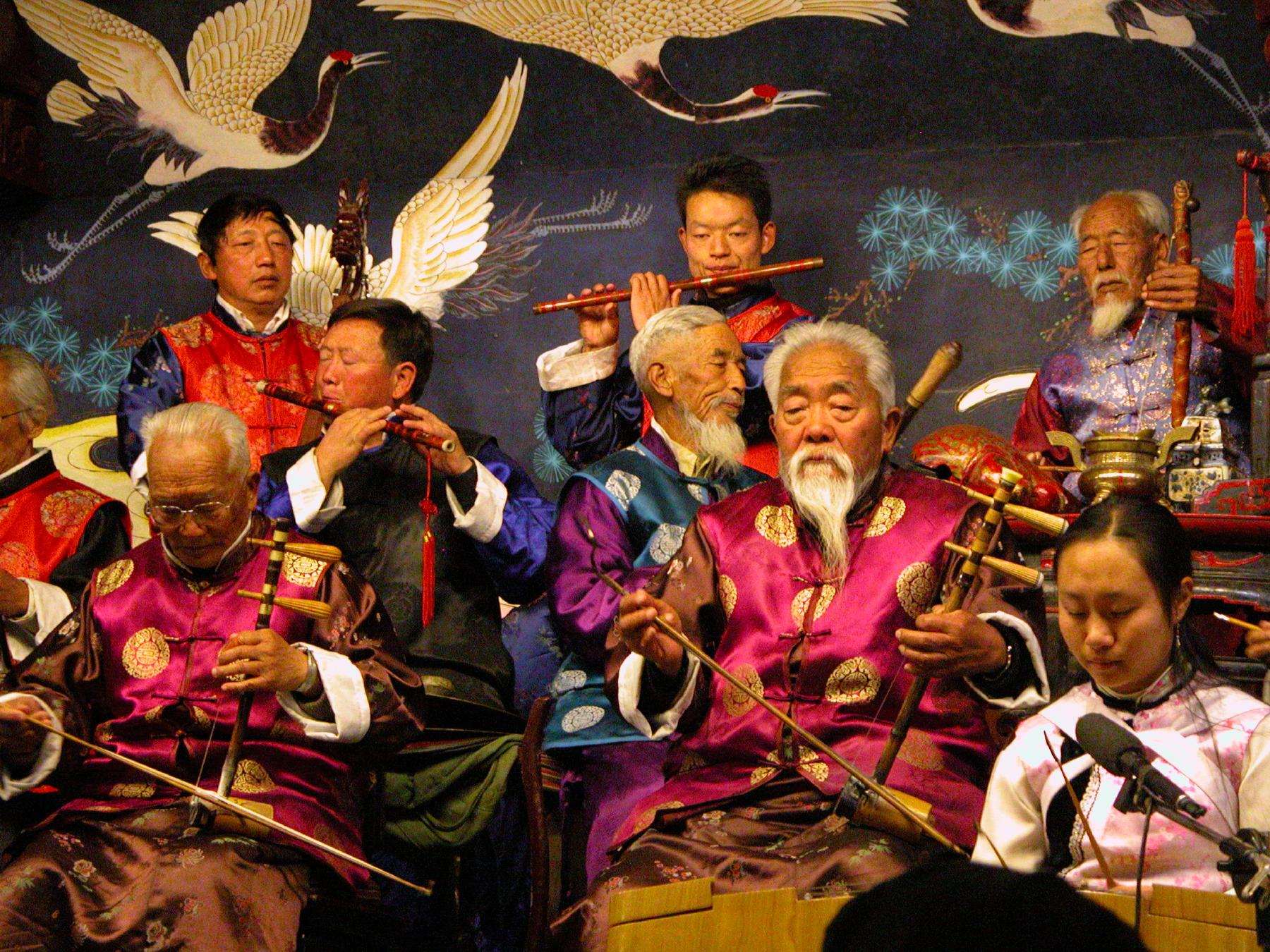
موسيقيو الناخي

## الأوبرا الصينية
الأوبرا الصينية تتمتع بشعبية كبيرة لعدة قرون، ولا سيما أوبرا بكين. الموسيقى في كثير من الأحيان تغنى بأصوات عالية النبرة مصحوبة بقرع، وعادة ما تكون مصحوبة بالسوونا، جينغ هو، وأنواع أخرى من الآلات الوترية. وهناك أنواع أخرى من أوبرا تشمل اوبرا التصفيق، واوبرا كانتون وأوبرا الدمية، أوبرا كونتشيوي وسيتشوان.